# SN 2006ju
SN 2006ju – supernowa typu Ia odkryta 2 października 2006 roku w galaktyce A232439-0043. W momencie odkrycia miała maksymalną jasność 21,90m.